# Progress MS-15
Progress MS-15 (ryska: Прогресс МС-15) eller som NASA kallar den, Progress 76 eller 76P, är en rysk obemannad rymdfarkost som levererade förnödenheter, syre, vatten och bränsle till Internationella rymdstationen (ISS). Den sköts upp med en Sojuz-2.1a-raket, från Kosmodromen i Bajkonur, den 23 juli 2020.
Drygt tre timmar efter uppskjutningen, dockade farkosten med rymdstationens Pirs-modul.
Farkosten lämnade rymdstationen den 9 februari 2021 och brann upp i jordens atmosfär några timmar senare.

### Fotnoter
1. ↑  ”NASA Space Science Data Coordinated Archive” (på engelska). NASA. https://nssdc.gsfc.nasa.gov/nmc/spacecraft/display.action?id=2020-050A. Läst 18 augusti 2020.
2. 1 2  Mark Garcia (23 juli 2020). ”Resupply Ship Docks to Station After Two Orbits” (på engelska). NASA. https://blogs.nasa.gov/spacestation/2020/07/23/resupply-ship-docks-to-station-after-two-orbits/. Läst 23 juli 2020.